# O Homem na Caixa
O Homem na Caixa é um curta brasileiro de animação de 2018 produzido pela Jardim Selvagem Produções com direção de Alê Borges, Alvaro Furloni e Guilherme Gehr.

## Sinopse
Um velho mágico é preso injustamente e passa décadas em uma prisão de segurança máxima. Buscando liberdade, ele tenta reviver os seus dias perdidos como mágico-escapista, botando em prática um plano de fuga perfeito, porém arriscado. 

## Elenco
- Othon Bastos ... Mágico
- Tonico Pereira ... Carcereiro
- Anderson Alves ... preso
- Fernando Lopes Lima ... preso

## Principais prêmios e indicações
| Ano  | Festival                                                                    | Categoria                                                                         | Resultado      | Ref.                                                                   |
| 2018 | 25º Anima Mundi                                                             | Melhor Curta Brasileiro – Júri Popular (RJ e SP); Prêmio Especial Carlos Saldanha | Vencedor       | https://www.segundafeirafilmes.com.br/portfolio/o-homem-na-caixa/      |
| 2018 | 18º Goiânia Mostra Curtas                                                   | Competição Oficial                                                                | Selecionado    | https://www.goianamostra.com.br/edicoes/18-goiania-mostra-curtas-2018/ |
| 2018 | Mostra Nacional do Dia Internacional da Animação                            | Competição Oficial                                                                | Selecionado    | https://diainternacionaldaanimacao.com/                                |
| 2018 | 5º Festival de Cinema de Caruaru                                            | Competição Oficial                                                                | Selecionado    | https://festivaldecaruaru.com.br/                                      |
| 2018 | 28th San Sebastian Horror and Fantasy Film Festival                         | Competição Oficial                                                                | Selecionado    | https://sansebastianhorrorfestival.com/ediciones-2018/                 |
| 2018 | 12ª Mostra Baixada Animada                                                  | Competição Oficial                                                                | Selecionado    | https://mostrabaixadanimada.com/                                       |
| 2018 | Festival Boca do Inferno                                                    | Competição Oficial                                                                | Selecionado    | https://festivalbocadoinferno.com/                                     |
| 2018 | 5ª Mostra de Cinema de Gostoso                                              | Competição Oficial                                                                | Selecionado    | https://mostradecinemadegostoso.com/                                   |
| 2019 | Monstra Lisbon Animation Festival                                           | Competição Oficial                                                                | Selecionado    | https://www.monstra.pt/edicao/2019/                                    |
| 2019 | XIV Fantaspoa – Festival Internacional de Cinema Fantástico de Porto Alegre | Competição Oficial                                                                | Selecionado    | https://www.fantaspoa.com.br/edicao/2019/                              |
| 2019 | 8º Chilemonos – Festival Internacional de Animación                         | Competição Curtas Latino-Americanos                                               | 2º Lugar       | https://chilemonos.cl/programa-2019/                                   |
| 2019 | Grande Prêmio do Cinema Brasileiro                                          | Competição Oficial                                                                | Selecionado    | https://academiabrasileiradecinema.com.br/premios-2019/                |
| 2019 | Prêmio Guarani de Cinema Brasileiro                                         | Melhor Animação                                                                   | Vencedor       | https://premioguaranicinema.com.br/edicao-2019/                        |
| 2019 | 7º O!PLA – Oh! People Love Animation Festival in Poland                     | Competição Oficial                                                                | Menção Honrosa | https://www.opla.org.pl/2019/                                          |
| 2019 | Grande Prairie Reel Shorts Film Festival                                    | Competição Oficial                                                                | Selecionado    | https://www.gpreelshorts.ca/2019-films/                                |
| 2019 | IV Anima Latina – Festival de Cine de Animación Latinoamericano             | Melhor Curta Latino-Americano                                                     | Vencedor       | https://festivalanima.com/edicion-2019/                                |
| 2019 | Animation Nights New York                                                   | Competição Oficial                                                                | Selecionado    | https://animationnights.com/2019/                                      |
| 2019 | IV Cine Horror                                                              | Competição Oficial                                                                | Selecionado    | https://www.cinehorror.com/edicao-2019/                                |
| 2019 | 3º Lanterna Mágica – Festival Internacional de Animação                     | Competição Oficial                                                                | Selecionado    | https://lanternamagica.com/2019/                                       |
| 2019 | Panama Animation Festival                                                   | Competição Oficial                                                                | Selecionado    | https://panamaanimationfestival.com/2019-edition/                      |
| 2020 | 6th Atlantic International Film Festival, Barranquilla (Colômbia)           | Melhor Curta de Animação                                                          | Vencedor       | https://www.atlanticfilmfest.com/2020-awards/                          |
| 2021 | Animation Nights New York                                                   | Best of Fest                                                                      | Vencedor       | https://animationnights.com/2021/                                      |